# The Fundamental Elements of Southtown
| Оценки критиков     | Оценки критиков |
| Источник            | Оценка          |
| ------------------- | --------------- |
| AllMusic            | [ 2 ]           |
| Cross Rhythms       | [ 3 ]           |
| HM                  | [ 4 ]           |
| Jesus Freak Hideout | [ 5 ]           |

The Fundamental Elements of Southtown — студийный альбом американской христианской рок-группы P.O.D., записанный на мейджор-лейбле, пятый альбом в общей дискографии группы. Дебютный альбом P.O.D., записанный на Atlantic Records и первый альбом, ставший платиновым.

## Список композиций
| №   | Название                                                      | Длительность |
| --- | ------------------------------------------------------------- | ------------ |
| 1.  | «Greetings»                                                   | 1:29         |
| 2.  | «Hollywood» (при участии Lisa Papineau)                       | 5:22         |
| 3.  | «Southtown»                                                   | 4:08         |
| 4.  | «Checkin' Levels»                                             | 1:06         |
| 5.  | «Rock the Party (Off the Hook)»                               | 3:24         |
| 6.  | «Lie Down»                                                    | 5:09         |
| 7.  | «Set Your Eyes to Zion»                                       | 4:06         |
| 8.  | «Lo Siento»                                                   | 0:33         |
| 9.  | «Bullet the Blue Sky» (U2 cover) (при участии Lisa Papineau)) | 5:18         |
| 10. | «Psalm 150»                                                   | 0:55         |
| 11. | «Image»                                                       | 3:32         |
| 12. | «Shouts»                                                      | 0:55         |
| 13. | «Tribal»                                                      | 4:26         |
| 14. | «Freestyle»                                                   | 3:57         |
| 15. | «Follow Me»                                                   | 3:43         |
| 16. | «Outkast»                                                     | 9:33         |

## Премии

### 2000 Музыкальная премия Сан-Диего
- Альбом года
- Песня года — «Rock the Party (Off the Hook)»

### 2001GMA Dove Award
- Музыкальное видео года — «Rock the Party (Off the Hook)»